# Viaduto Engenheiro Orlando Murgel

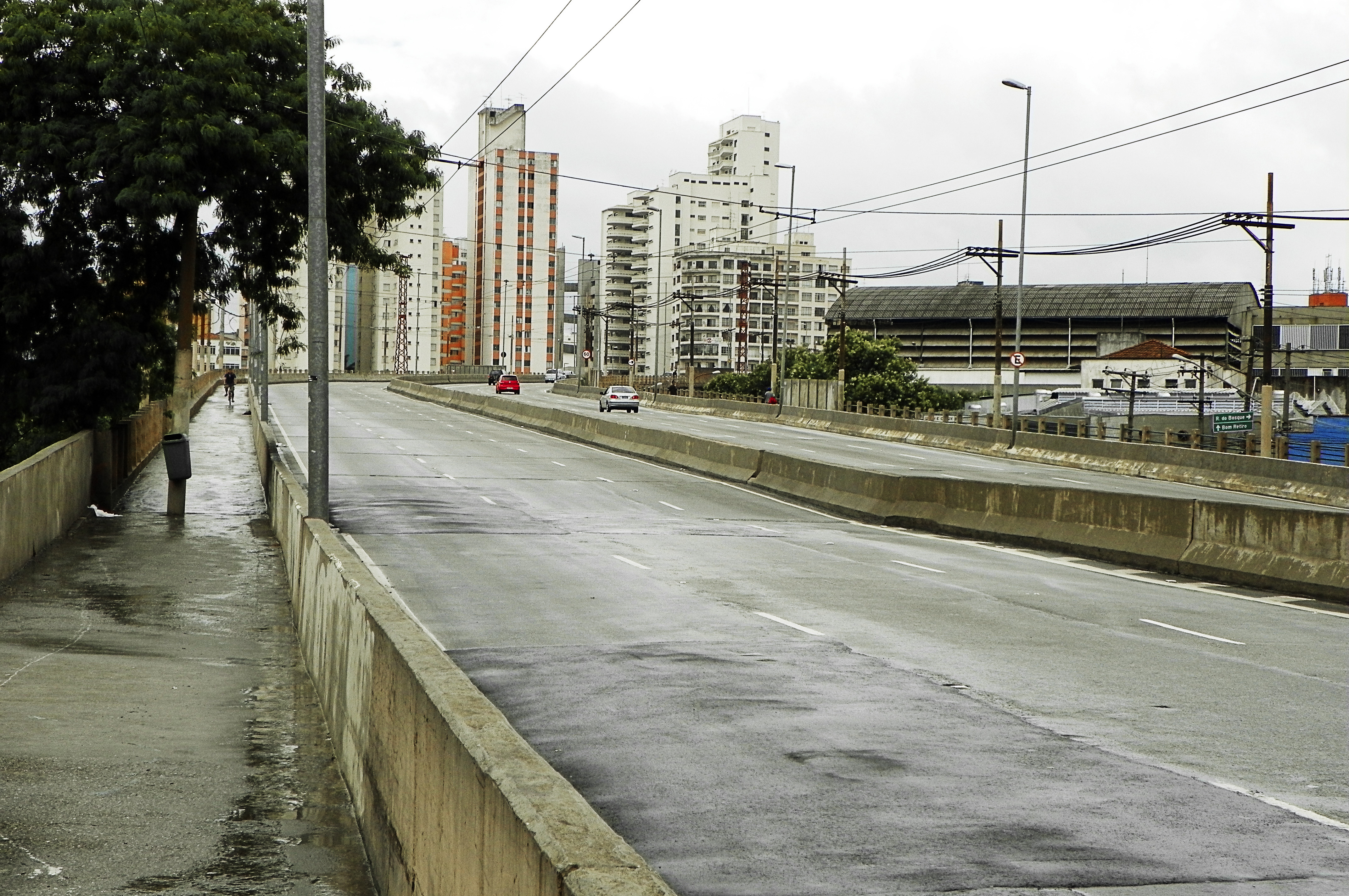
Pista sentido centro–bairro do Viaduto Engenheiro Orlando Murgel, vista a partir da Avenida Rudge

O Viaduto Engenheiro Orlando Murgel é um viaduto localizado na região central de São Paulo. Seu nome é uma homenagem a um engenheiro da Estrada de Ferro Sorocabana, morto em um acidente de avião nos arredores do Aeroporto de Congonhas, em São Paulo, em 23 de fevereiro de 1959.
Construído em 1969 com extensão de 429 metros, ele liga as avenidas Rudge e Rio Branco, passando sobre os trilhos do Trem Metropolitano de São Paulo no Bom Retiro. Com estrutura comprometida, sofreu na gestão de Marta Suplicy obras de recuperação iniciadas em abril de 2002, que foram paralisadas em maio do ano seguinte, mesmo com duas de suas três faixas interditadas para os trabalhos. Quando o prefeito seguinte, José Serra, assumiu, no início de 2005, suspendeu os contratos para conclusão de obras em viadutos, incluindo o Orlando Murgel. As obras foram retomadas apenas em outubro de 2005. Em março do ano seguinte foram interditadas duas das três faixas em cada sentido para os trabalhos. A recuperação foi encerrada apenas em 2007. A pista no sentido centro—bairro do viaduto ganhou uma faixa exclusiva de ônibus em maio de 2011.
Parte da Favela do Moinho, que fica sob o viaduto, encravada entre as linhas 7 e 8 do Trem Metropolitano, pegou fogo em 17 de setembro de 2012. Como as labaredas concentraram-se no trecho sob o viaduto, afetando sua estrutura, após uma vistoria a Secretaria Municipal de Infraestrutura Urbana e Obras da Prefeitura interditou-o. Dois dias depois, ele foi reaberto parcialmente, com carros trafegando apenas na pista sentido bairro, que foi dividida com cones para permitir que os carros no sentido oposto também trafegassem. Com isso no período da manhã o tráfego no sentido centro teria duas faixas e no período da tarde seria o sentido oposto que teria as duas faixas à disposição. Além disso, o limite de velocidade no viaduto foi temporariamente diminuído de 60 km/h para 40 km/h. A Prefeitura, entretanto, não deu um prazo para a liberação total do viaduto.

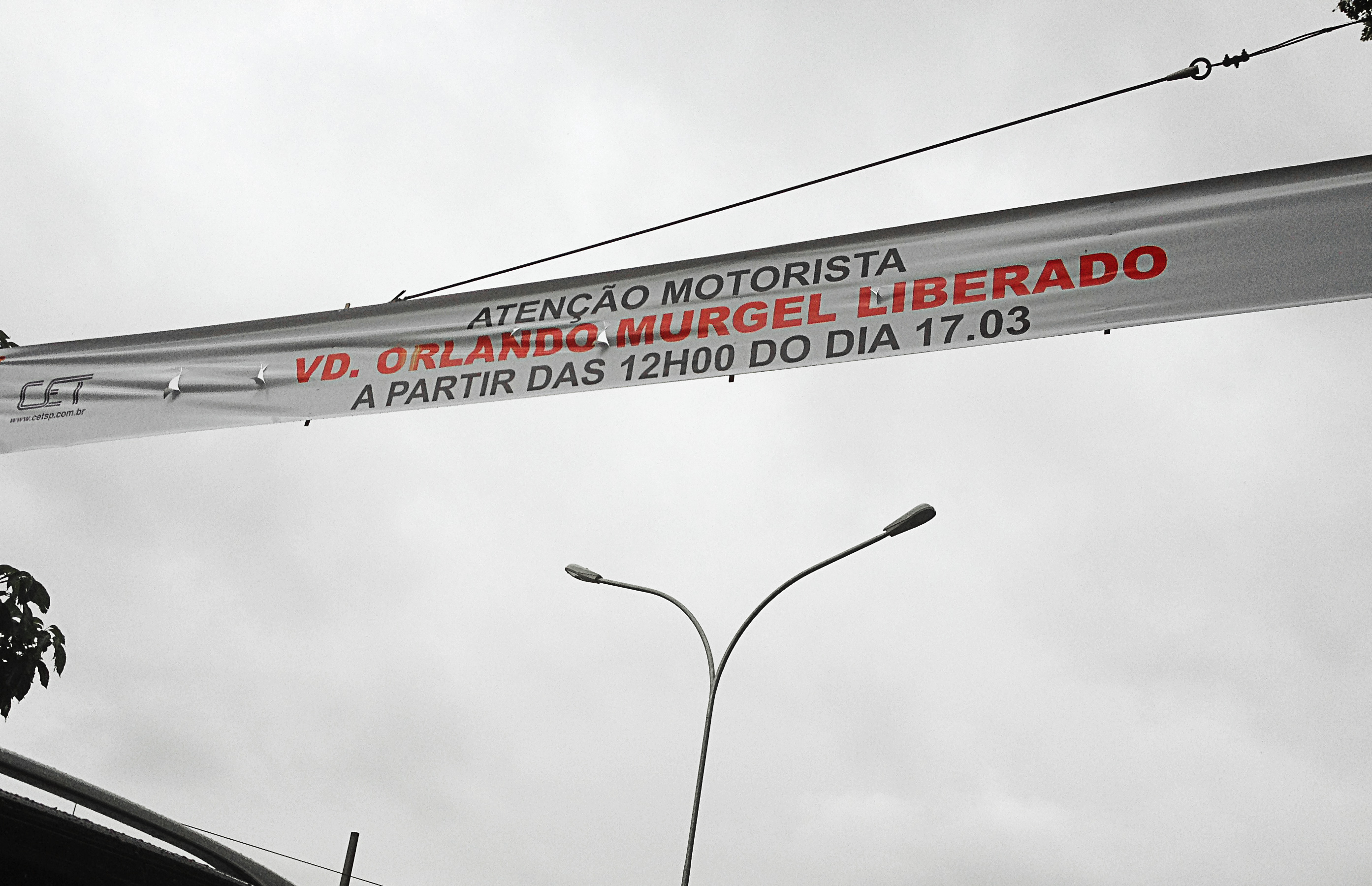
Faixa pendurada na Rua Norma Pieruccini Gianotti, no Bom Retiro, anuncia a reabertura do Viaduto Engenheiro Orlando Murgel, em março de 2013

Em janeiro de 2013, a Prefeitura anunciou que, a partir de 4 de fevereiro, passaria a impedir o acesso de carros e motos ao viaduto entre as 5 e as 22 horas, liberando apenas a passagem de ônibus, para "privilegiar o transporte coletivo". Ainda não havia, entretanto, previsão para o fim das obras. O viaduto só seria reaberto às 12 horas de 17 de março, com o anúncio sendo feito na véspera. Após a liberação, a pista no sentido bairro–centro também ganhou uma faixa exclusiva de ônibus, quase dois anos após uma faixa similar ser implantada no outro sentido.